# Viên đá đầu tiên

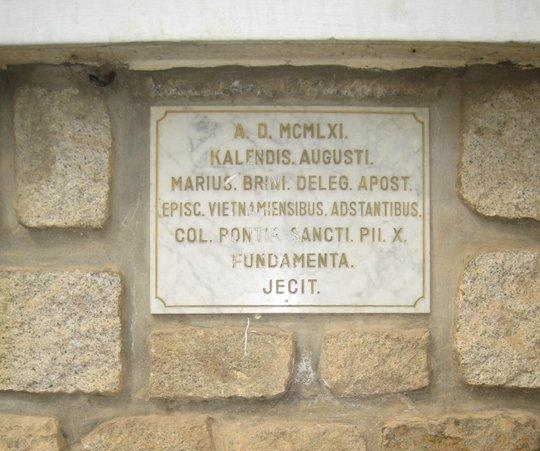
Viên đá đầu tiên của Giáo hoàng Học viện Thánh Piô X Đà Lạt

Viên đá đầu tiên (hoặc Viên đá góc tường) là viên đá được đặt xuống đầu tiên khi xây dựng các công trình kiến trúc, đặc biệt là phần móng nhà, để từ đó làm mốc sắp đặt cho tất cả các viên đá khác tạo nên toàn bộ cấu trúc của công trình. Ngày nay, viên đá đầu tiên trở thành một hình thức lễ nghi mang tên Lễ đặt viên đá đầu tiên, và viên đá này (hoặc là một tấm biển bằng đá) hầu như không còn tham gia vào cấu trúc của công trình, mà nó lại được chạm khắc chữ trên đó với những thông tin về ngày tháng bắt đầu xây dựng, tên của kiến trúc sư và các nhân vật liên quan.
Nguồn gốc của truyền thống này đến nay chưa rõ, nhưng được nhắc đến trong các công trình kiến trúc của Do Thái giáo và Kitô giáo. Có lẽ hai tôn giáo này thực hiện theo chỉ dẫn trong sách Cựu Ước: Tảng đá thợ xây nhà loại bỏ lại trở nên đá tảng góc tường. (Thánh Vịnh 118:22), và nhắc đến sáu lần trong Tân Ước (Matthew 21:42, Mark 12:10, Luke 20:17, Công vụ Tông đồ 4:11, Êphêsô 2:20 và 1 Phêrô 2:7).
Truyền thống này cũng được áp dụng trong đạo Cao Đài nhưng được gọi là "viên gạch đầu tiên."

## Các tôn giáo

### Công giáo Rôma
Khi bắt đầu xây dựng một nhà thờ mới, nền móng (diện tích xây dựng) của công trình được đánh dấu rõ ràng và đặt một cây thánh giá bằng gỗ bên trong để xác định đó là nơi đặt bàn thờ sau khi công trình hoàn tất. Giám mục hoặc một linh mục được ông ủy nhiệm sẽ làm phép bằng nước thánh trên thập giá và viên đá đầu tiên kèm theo đọc lời cầu nguyện sau đây: "Lạy Thiên Chúa là Cha chí thánh, Con Một Cha sinh bởi Maria đã được các tiên tri loan báo là Đá, không phải do tay người phàm làm ra; và đã được các Tông Đồ tuyên bố" là nền móng không thể lay chuyển. Xin Cha làm phép + viên đá đầu tiên này, đế chúng con đặt xuống nhân Danh Người. Cha đã đặt Người làm nguyên thủy và cùng đích mọi tạo vật, thì xin Cha cũng để Người hướng dẫn công trình này từ khởi sự cho đến hoàn thành. Người hằng sống và hiển trị muôn đời."
Sau đó, đọc Kinh Cầu Các Thánh và một điệp ca Thánh vịnh 126,1: Nếu Chúa không xây nhà, thợ nề vất vả cũng là uổng công". Sau đó, viên đá được hạ xuống vào vị trí của nó trong khi đọc lời cầu nguyện khác và rảy nước thánh lần nữa.

### Đạo Cao Đài
Lễ đặt viên gạch đầu tiên (thay đổi từ đá sang gạch) là một nghi thức quan trọng nhằm mở đầu việc xây dựng một cơ sở thờ tự (Thánh thất Cao Đài hoặc Điện thờ Phật Mẫu) trong đạo Cao Đài.
Đến ngày lễ, Hội Thánh Cao Đài Tòa Thánh Tây Ninh cử Chưởng Quản Hội Thánh (hoặc những người được ủy nhiệm từ Hội Thánh trong trường hợp Chưởng Quản vắng mặt) đến tham dự lễ đặt viên gạch đầu tiên cùng với đại diện Chính quyền và đồng đạo địa phương nơi có cơ sở thờ tự được xây dựng. Phần quan trọng nhất ở giữa buổi lễ là nghi thức đặt viên gạch đầu tiên. Đại diện Hội Thánh, đại diện Chính quyền và tín đồ sẽ cùng đặt 9 viên gạch (tượng trưng Cửu Trùng Thiên) vào một cái ô chứa xi măng, rập khuôn gỗ bên ngoài làm nơi đánh dấu nền móng Thánh Thất hoặc Điện Thờ Phật Mẫu chuẩn bị xây dựng.